# 塔蒂亚娜·马斯拉尼
塔蒂亞娜·嘉貝麗·马斯拉尼（英語：Tatiana Gabriele Maslany，1985年9月22日—）是一位加拿大女演員。2016年憑主演《黑色孤兒》一劇獲得黃金時段艾美獎戲劇類劇集最佳女主角。2020年，獲選為漫威電影宇宙影集《律師女浩克》的珍妮佛·華特斯／女浩克，該影集將在2022年於Disney+上線。

## 早年生活
塔蒂亞娜生於加拿大萨斯喀彻温省首府里贾纳，父親丹是名木工，母親雷納特是一位翻譯員。她有兩名弟弟，包括同為演員的丹尼爾·馬斯拉尼。塔蒂亞娜擁有奧地利、德國、波蘭、羅馬尼亞及烏克蘭血統。

## 外部連結
- 塔蒂亚娜·马斯拉尼的Instagram帳戶
- 塔蒂亚娜·马斯拉尼在互联网电影资料库（IMDb）上的資料（英文）
- 烂蕃茄上的Tatiana Maslany